# Fürstenhof (Neunburg vorm Wald)
Fürstenhof ist ein Ortsteil der Stadt  Neunburg vorm Wald im Landkreis Schwandorf in Bayern.

## Geographie
Fürstenhof liegt circa vier Kilometer östlich von Neunburg vorm Wald und nördlich der Staatsstraße 2151, die Neunburg vorm Wald mit der B 22 in Rötz verbindet.

## Geschichte
Der Fürstenhof wurde von einem in Neunburg regierenden Pfalzgrafen gebaut. Er gehörte 1707 Anton Bernhard Freiherr von Höfenkirchen und 1761 Joseph Heldmann, der geadelt wurde.
Am 23. März 1913 war Fürstenhof Teil der Pfarrei Neunburg vorm Wald, bestand aus einem Haus und zählte 11 Einwohner.
Am 31. Dezember 1990 hatte Fürstenhof vier Einwohner und gehörte zur Pfarrei Neunburg vorm Wald.